# گروه لینکس کارگو
گروه لینکس کارگو (انگلیسی: Linx Cargo Group) شرکت لجستیک استرالیایی است، که در سال ۲۰۱۶ تأسیس شد.